# Begraafplaats Sint Barbara (Utrecht)

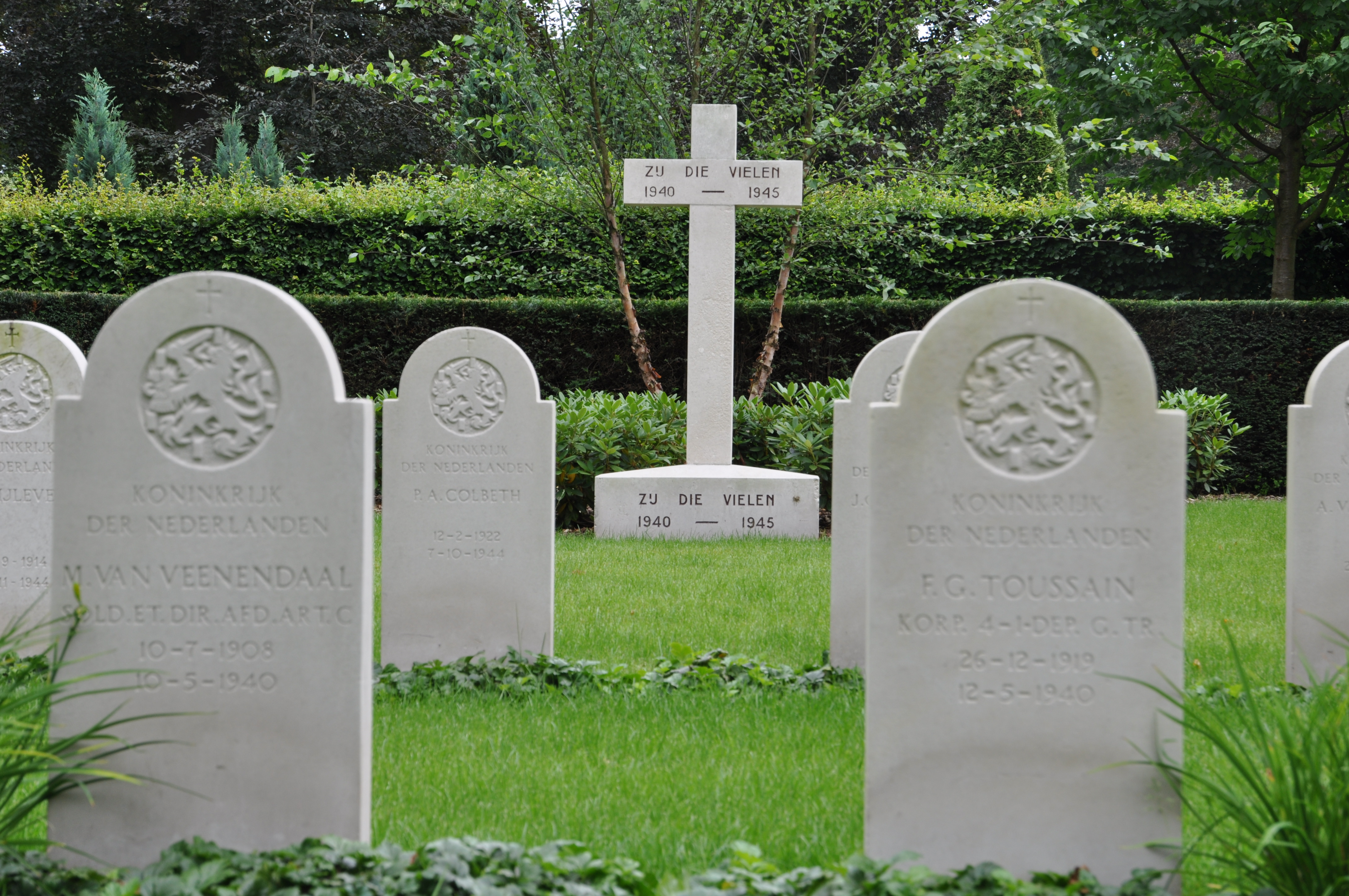
Oorlogsgraven

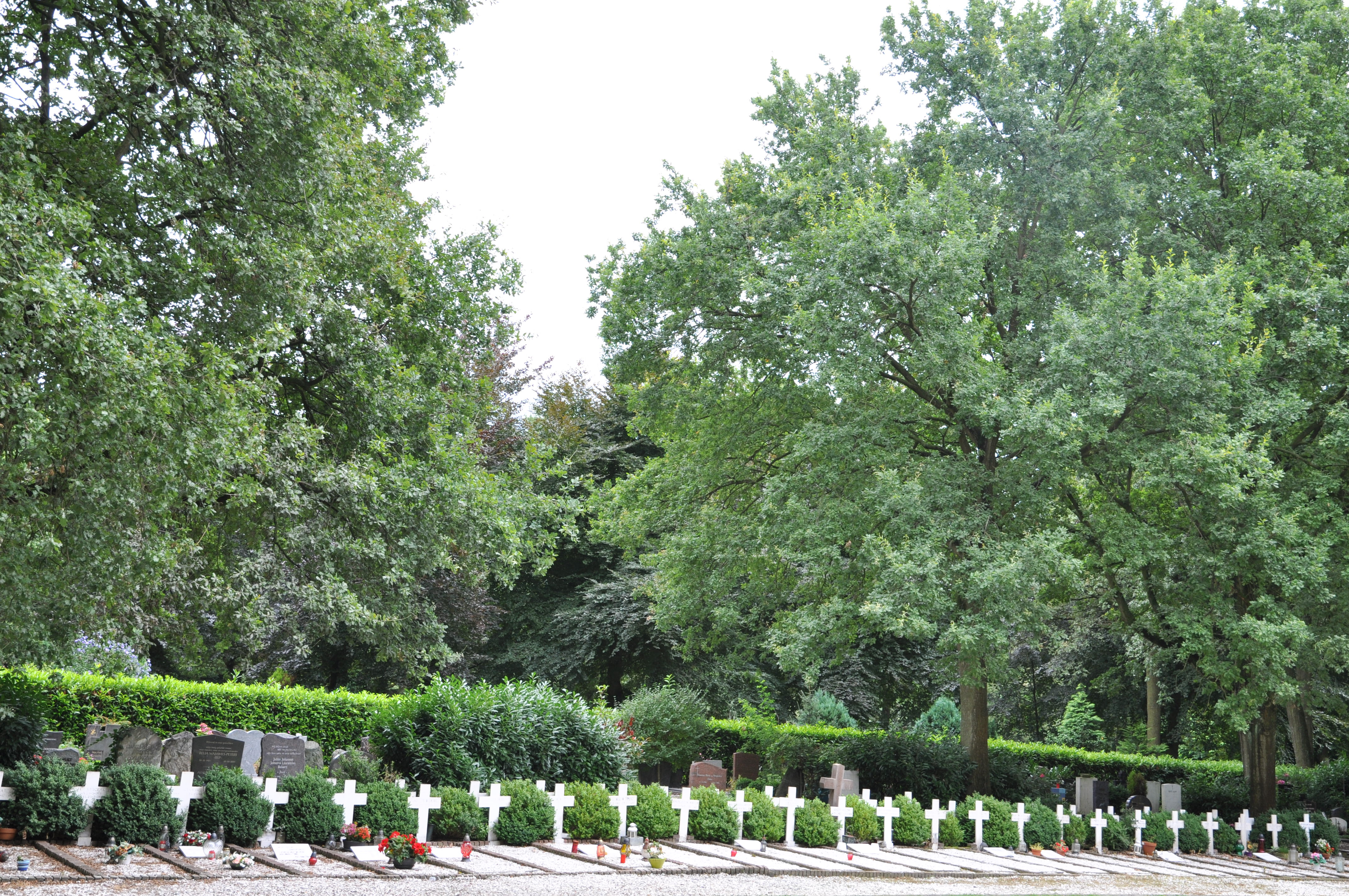
Poolse graven

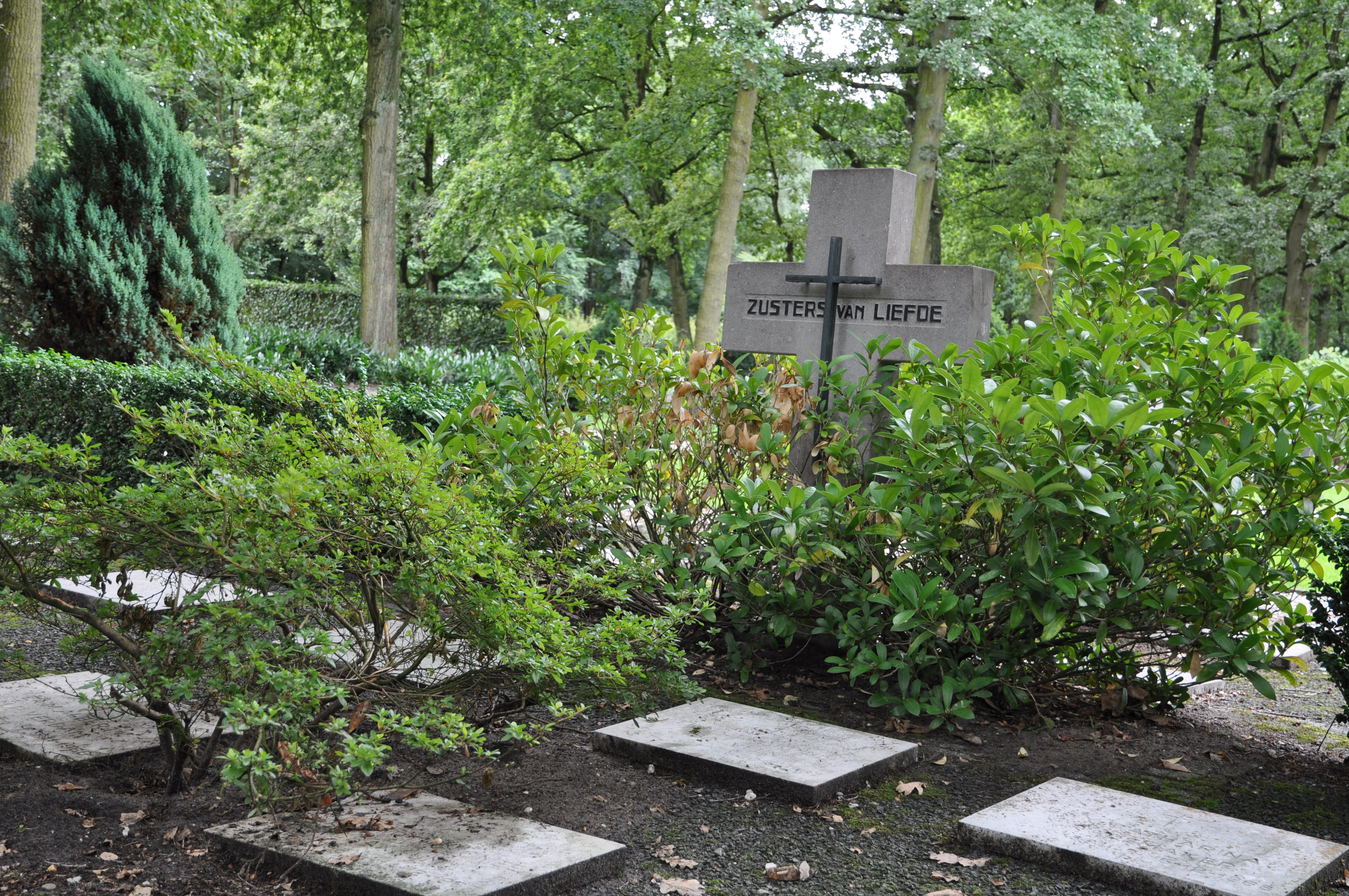
Graven van de Zusters van Liefde

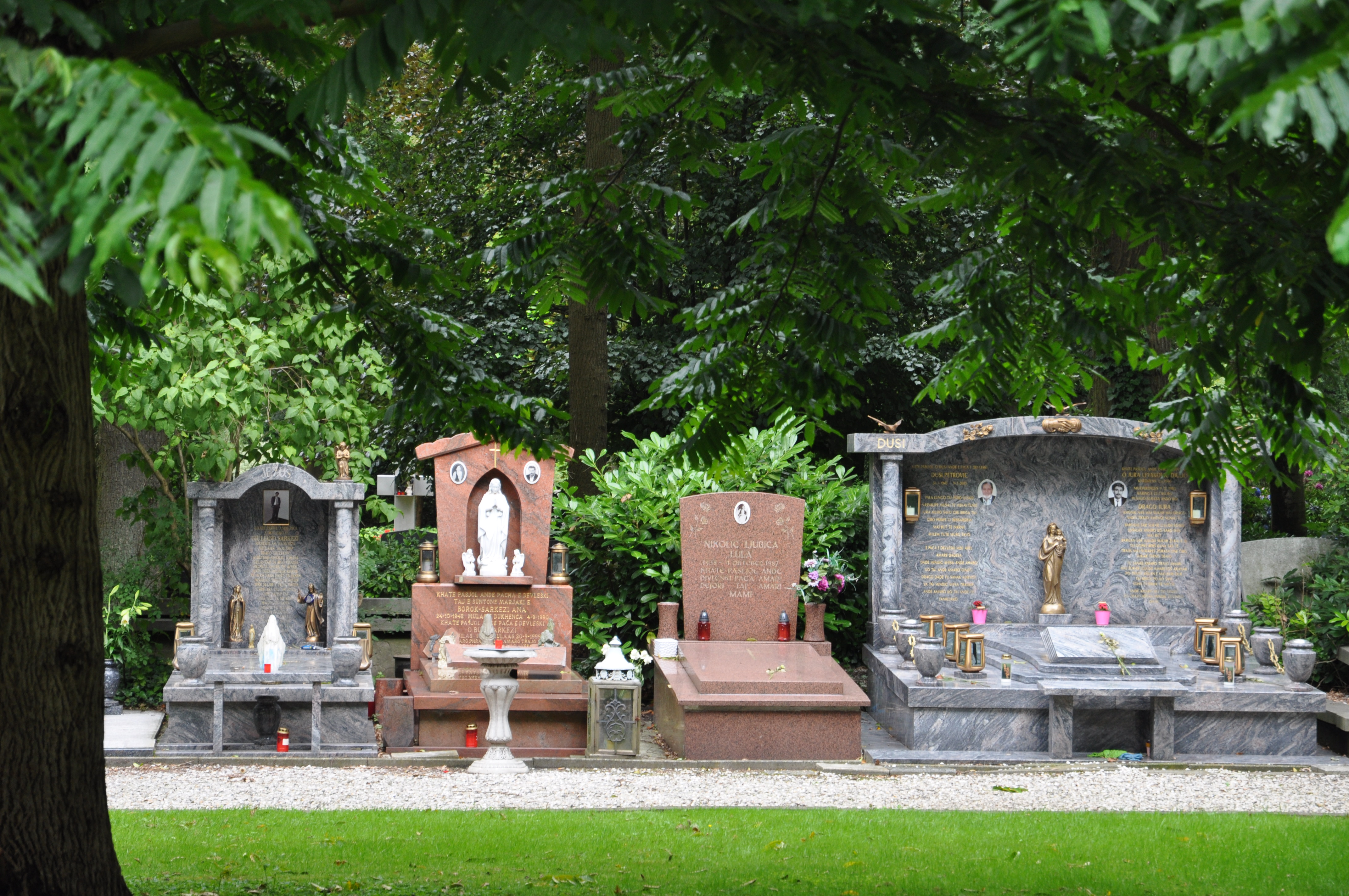
Zigeunergraven

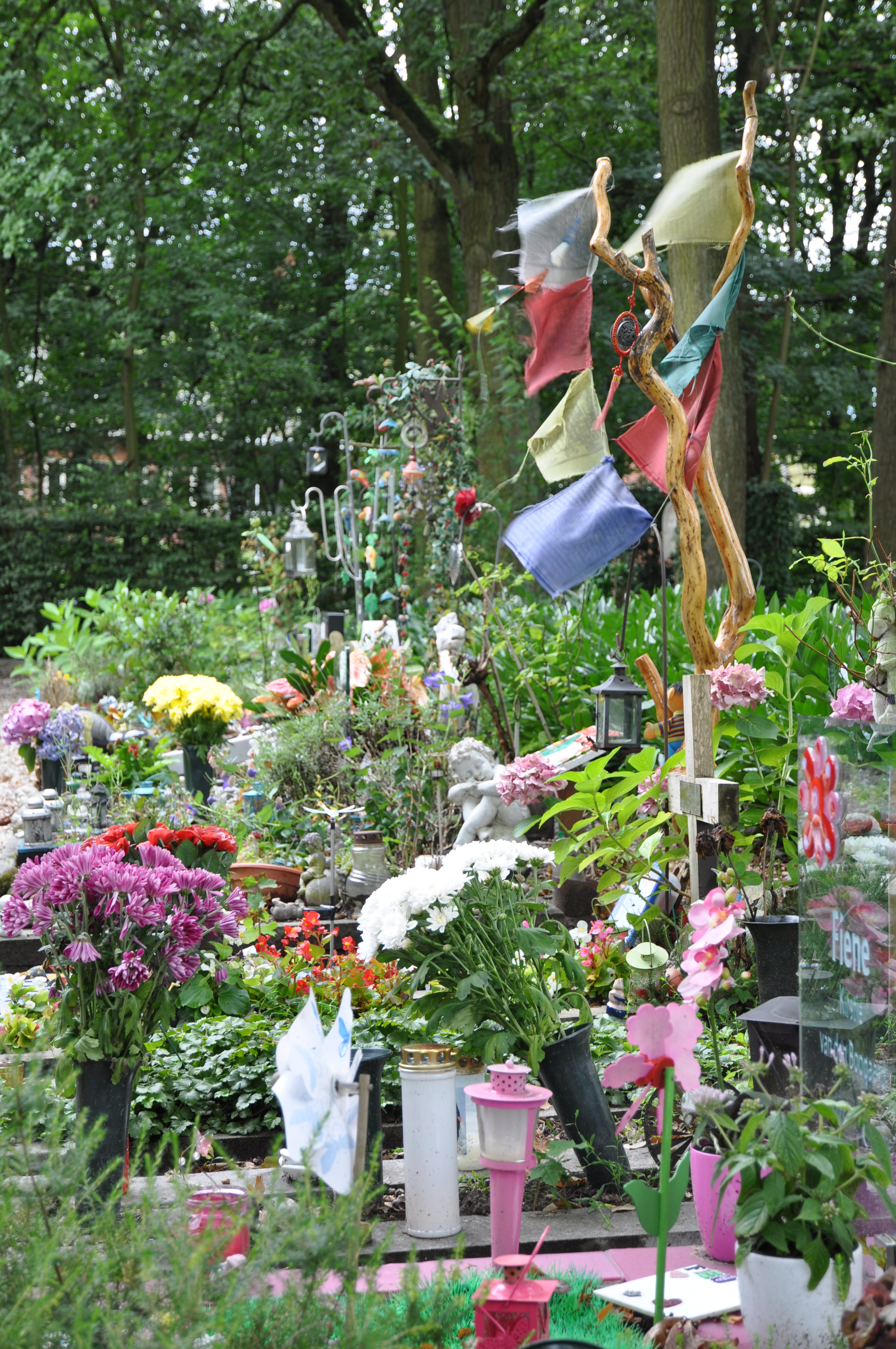
Kindergraven

Begraafplaats St. Barbara is een rooms-katholieke begraafplaats in Utrecht, gelegen aan de Prinsesselaan 2.

## Voorgeschiedenis
Vanaf de Reformatie (omstreeks 1575) was er in de stad Utrecht lange tijd geen nieuwe rooms-katholieke begraafplaats meer geopend. De eerste nieuwe ontstond rond 1818 in de parochie Buiten Wittevrouwen aan de nabijgelegen Biltstraat ter hoogte van de (latere maar inmiddels verdwenen) Onze-Lieve-Vrouw-ten-Hemelopnemingkerk. Vanaf 1861 bleek onder meer dat het gemeentebestuur in eerste instantie geen toestemming wilde verlenen om deze begraafplaats uit te breiden mede vanwege stadsuitbreiding. Tien jaar later werd na diverse onenigheden uiteindelijk grond aangekocht aan de Prinsesselaan voor een nieuwe en grotere rooms-katholieke begraafplaats onder voorwaarde dat de oude begraafplaats op termijn geruimd werd. De oude begraafplaats werd in 1875 gesloten en tussen circa 1892 en 1900 geruimd.

## Ontwerp en inwijding
De inwijding van de nieuwe begraafplaats aan de Prinsesselaan vond plaats op 30 april 1875. De begraafplaats kreeg de naam Sint-Barbara, genoemd naar de beschermheilige van de stervenden en beschermster tegen een onvoorziene dood. Het ontwerp voor de begraafplaats is van Alfred Tepe. Er bevinden zich een groot aantal priestergraven en de grafkelders van de aartsbisschoppen van aartsbisdom Utrecht. Op de begraafplaats staat een neogotische kapel, die ook door Tepe werd ontworpen.

## Graven
Naast algemene graven, familiegraven, een kinderhof, een urnenhof voor het begraven van asbussen en een strooiveld, heeft de begraafplaats een aantal opvallende plekken.

### Oorlogsslachtoffers en monumenten
Bij de ingang van de begraafplaats bevinden zich graven van Nederlandse slachtoffers uit de Tweede Wereldoorlog. Ook staat hier een monument voor de Utrechtse mannen die zijn omgekomen in Nederlands-Indië tussen 1945-1962. In het midden van begraafplaats staat een monument ter nagedachtenis aan allen die er sinds de inwijding in 1875 begraven zijn.

### Religieuze graven
In een grafkelder onder de kapel zijn drie Utrechtse aartsbisschoppen bijgezet. Een andere grafkelder onder de kapel is de laatste rustplaats van 21 Zusters van Liefde uit Tilburg. Achter de kapel liggen nog eens 35 zusters van dezelfde congregatie ter begraven. Rond de kapel liggen vijf aartsbisschoppen begraven en meer dan veertig pastoors uit Utrecht en omgeving en ook enkele tientallen leken die in het aartsbisdom Utrecht of landelijk op kerkelijk gebied een rol hebben gespeeld.

### Poolse graven
Dicht bij de kapel liggen tachtig Poolse mannen begraven. De meeste van hen hebben in de Tweede Wereldoorlog meegevochten tegen de nazi's.

### Zigeunergraven
Aan de westzijde van de begraafplaats liggen enkele uitbundige zigeunergraven.

### Graven van bekende personen

#### Bisschoppen
- Bernardus Johannes Alfrink (1900-1987), aartsbisschop;
- Theodorus Gerardus Antonius (Theo) Hendriksen, (1907-2001), hulpbisschop;
- Joannes Henricus Gerardus Jansen (1868-1936), aartsbisschop;
- Johannes de Jong (1885-1955), aartsbisschop;
- Andreas Ignatius Schaepman (1815-1882), aartsbisschop;
- Adrianus Simonis (1931-2020), aartsbisschop;
- Petrus Matthias Snickers (1816-1895), aartsbisschop, eerder bisschop van Haarlem;
- Henricus van de Wetering (1850-1929), aartsbisschop;
- Johannes Willebrands (1909-2006), aartsbisschop.

#### Priesters
- Jan Geerdinck (1902-1977), vicaris-generaal;
- Jan ter Laak (1938-2009), omroeppastor en secretaris van zowel het IKV als Pax Christi Nederland;
- Winand Kotte (1922-2006), classicus en pastoor van de Sint-Willibrorduskerk.

#### Politici
- Pieter Beelaerts van Blokland (1932-2021), o.a. minister en commissaris van de Koningin;
- Johannes Henricus van Maarseveen (1894-1951), o.a. minister.

#### Overig
- Huub Bals (1937-1988), festivalorganisator;
- Hildegard Brom-Fischer (1908-2001), textielkunstenaar;
- Jan Eloy Brom (1891-1954), edelsmid en conservator;
- Jan Hendrik Brom (1860-1915), edelsmid;
- Joanna Brom (1898-1980), edelsmid en medailleur;
- Leo Brom (1896-1965), edelsmid en beeldhouwer;
- Dick Bruna (1927-2017), tekenaar/ schrijver;
- Frits Coers (1868-1937), musicoloog;
- Cornelis Galesloot (1852-1939), dirigent;
- Sylvia Kristel (1952-2012), actrice;
- Thim van der Laan (1924-1993), fysiotherapeut en ondernemer;
- Otto Mengelberg (1867-1924), glazenier;
- Jan Noyons (1918-1982), edelsmid;
- Gerrit Trooster (1896-1950), geoloog;
- Herman Wigbold (1925-1998), journalist;
- Johan Winnubst (1885-1934), organist, dirigent en componist.

## Afbeeldingen

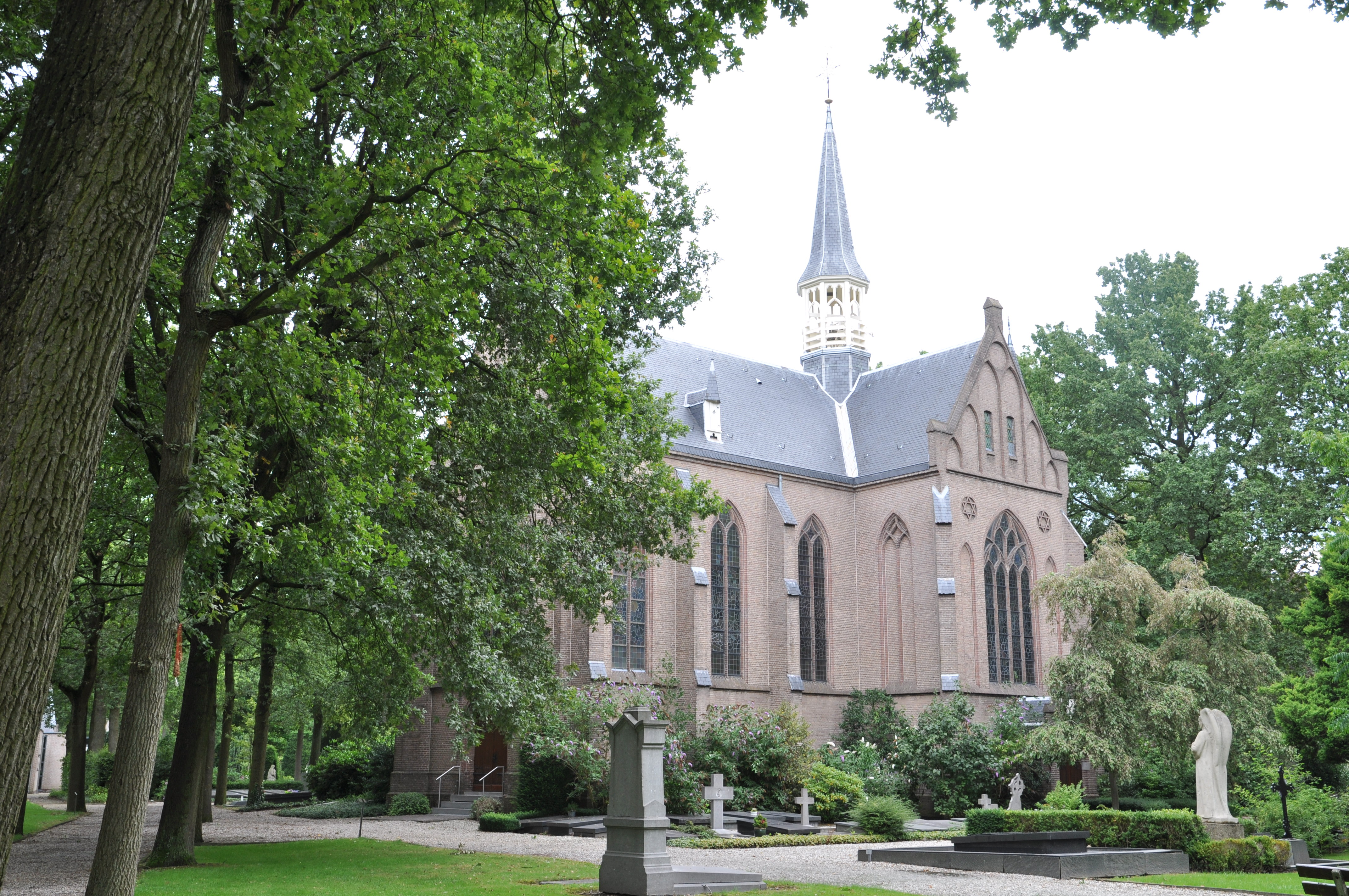
De kapel
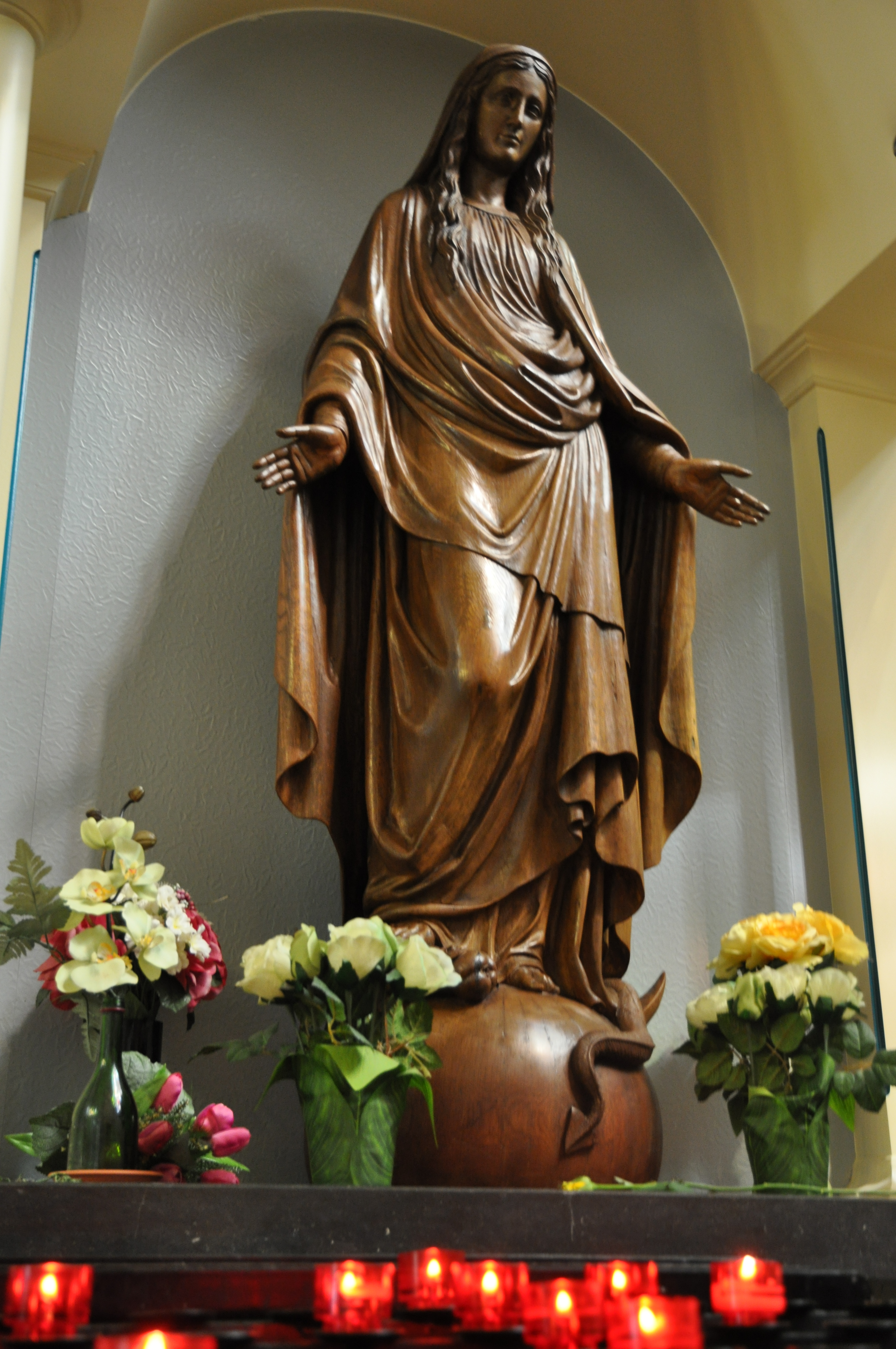
Mariabeeld in de kapel
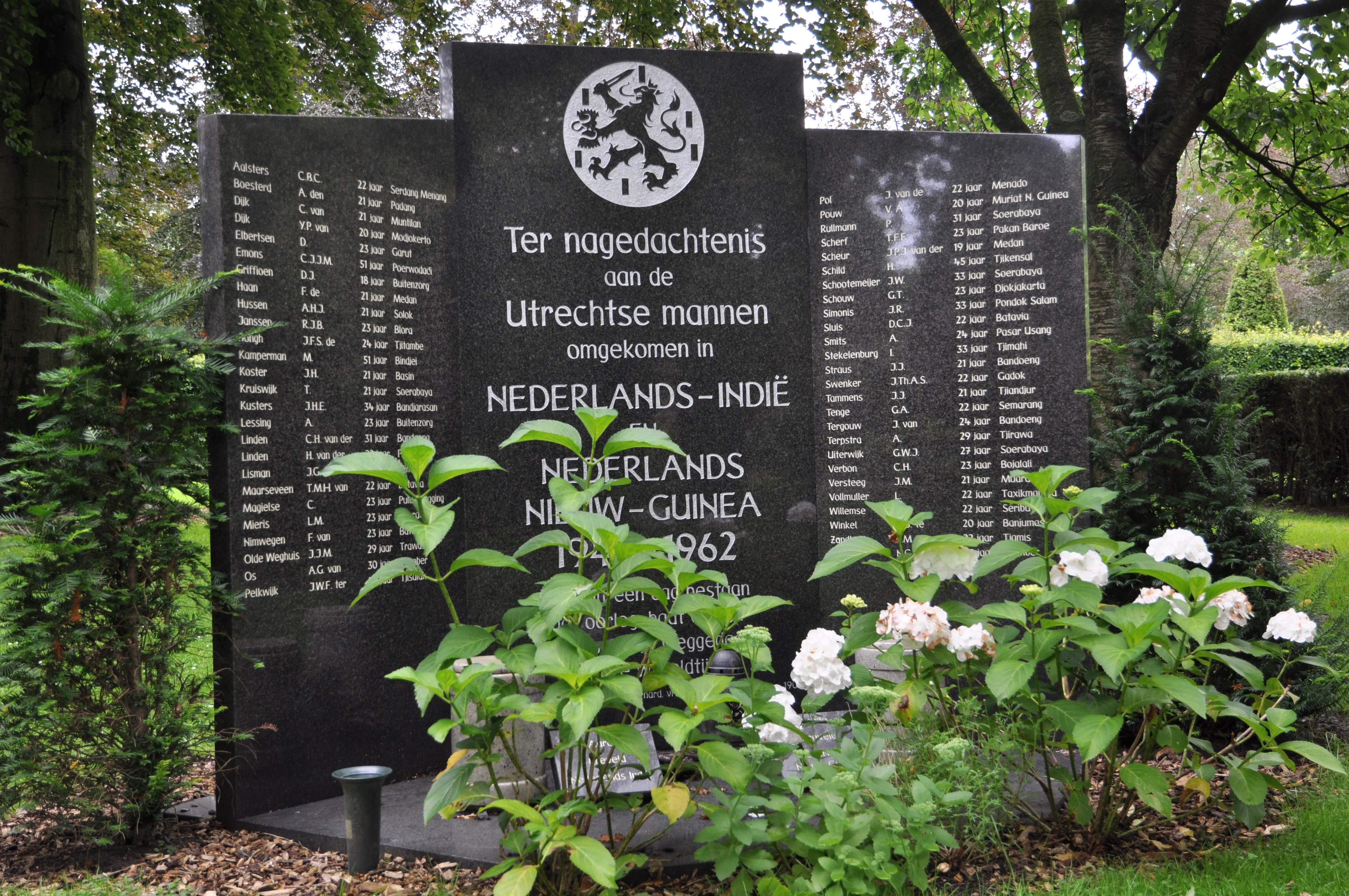
Indië-monument
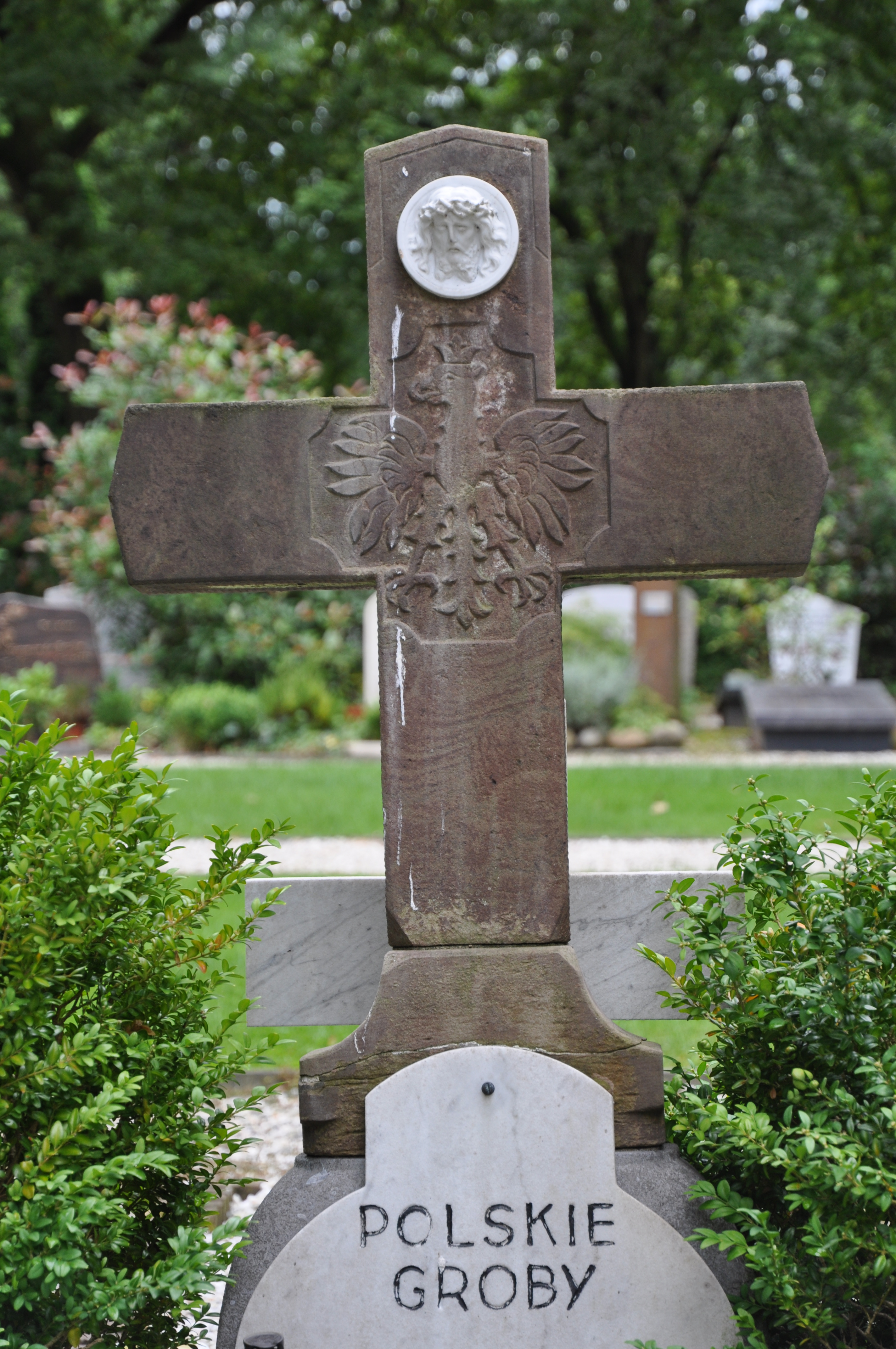
Kruis bij de Poolse graven
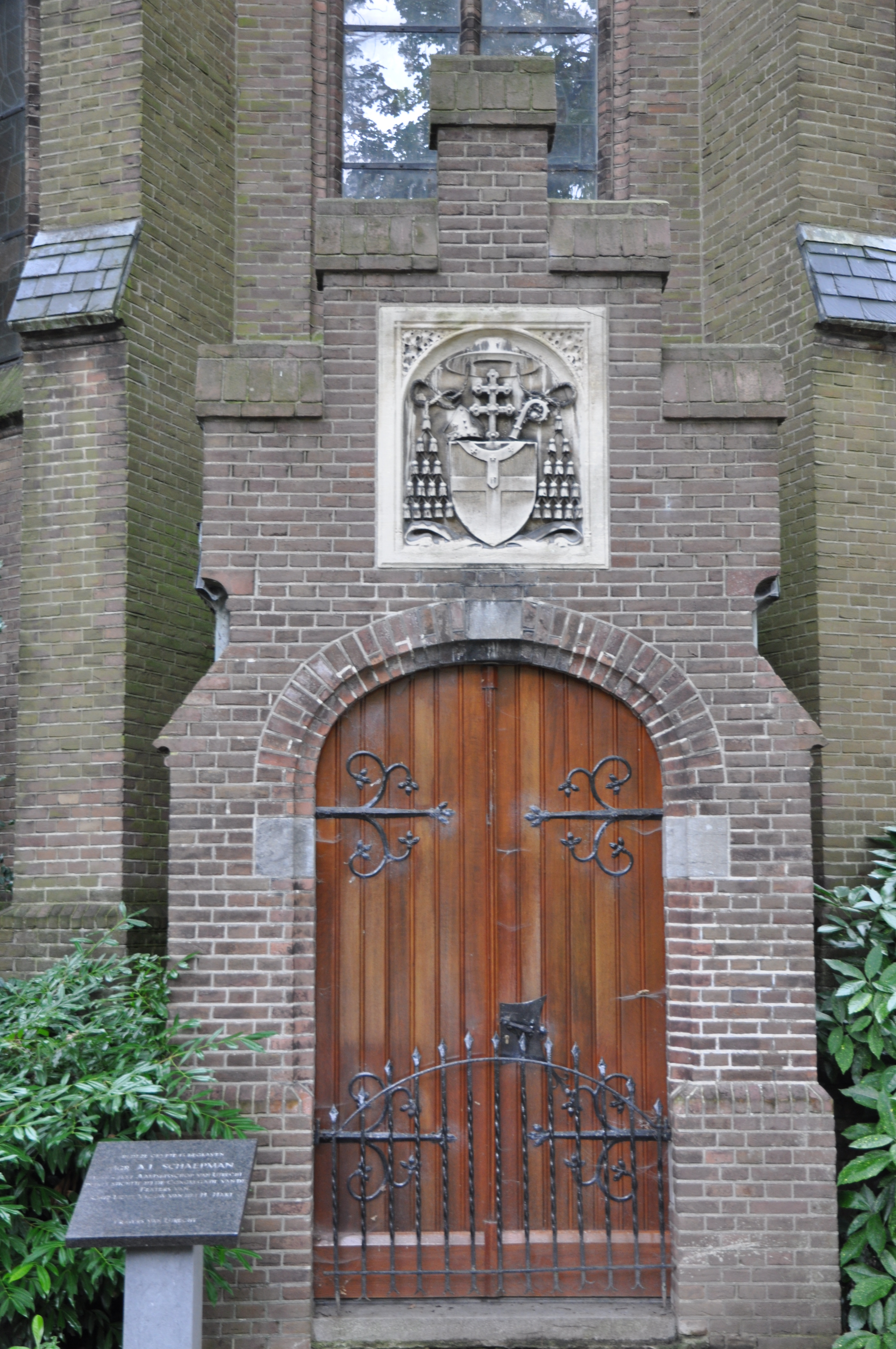
Crypte van aartsbisschop Andreas Ignatius Schaepman
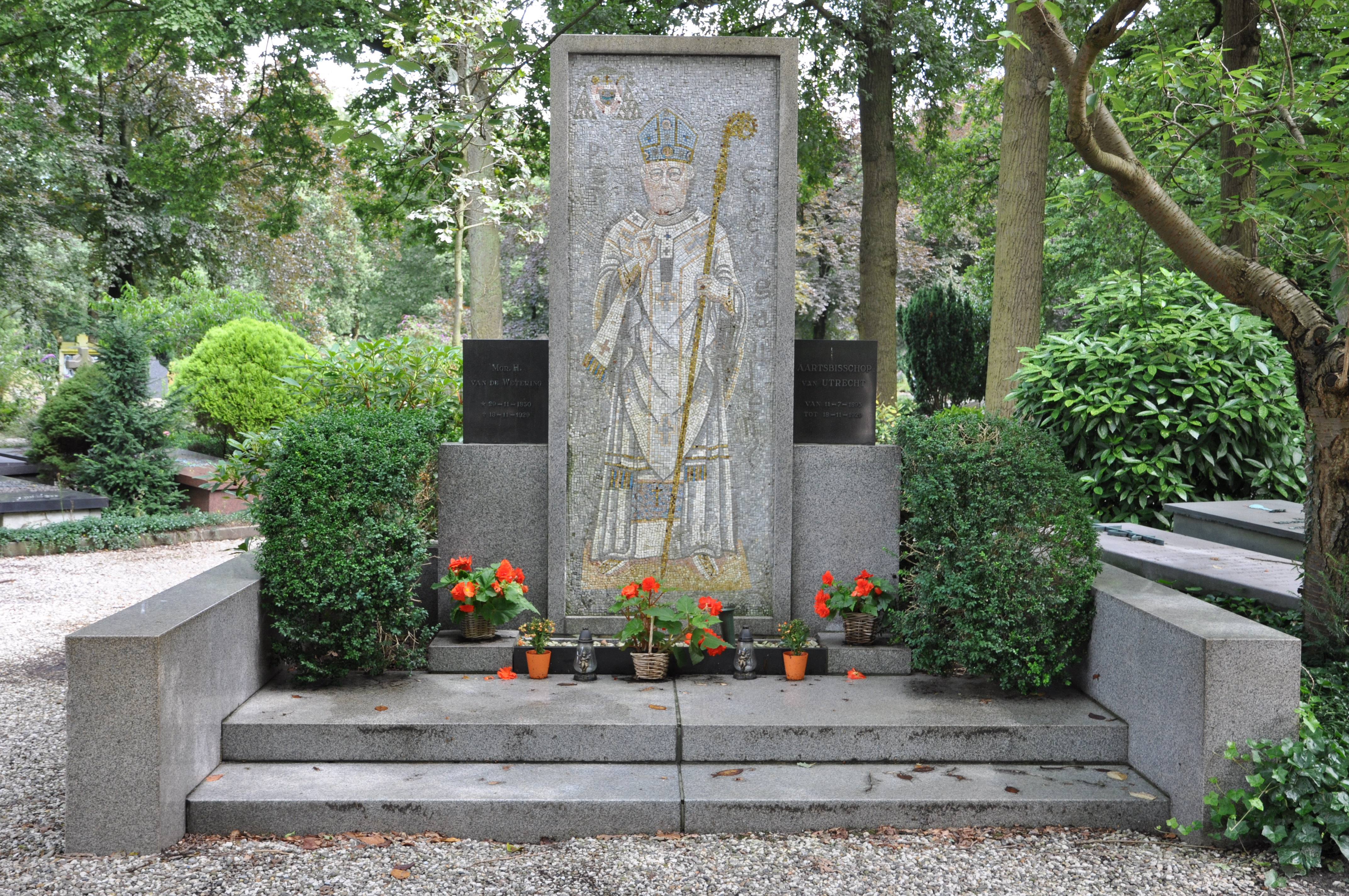
Grafmonument van Hendrik van de Wetering
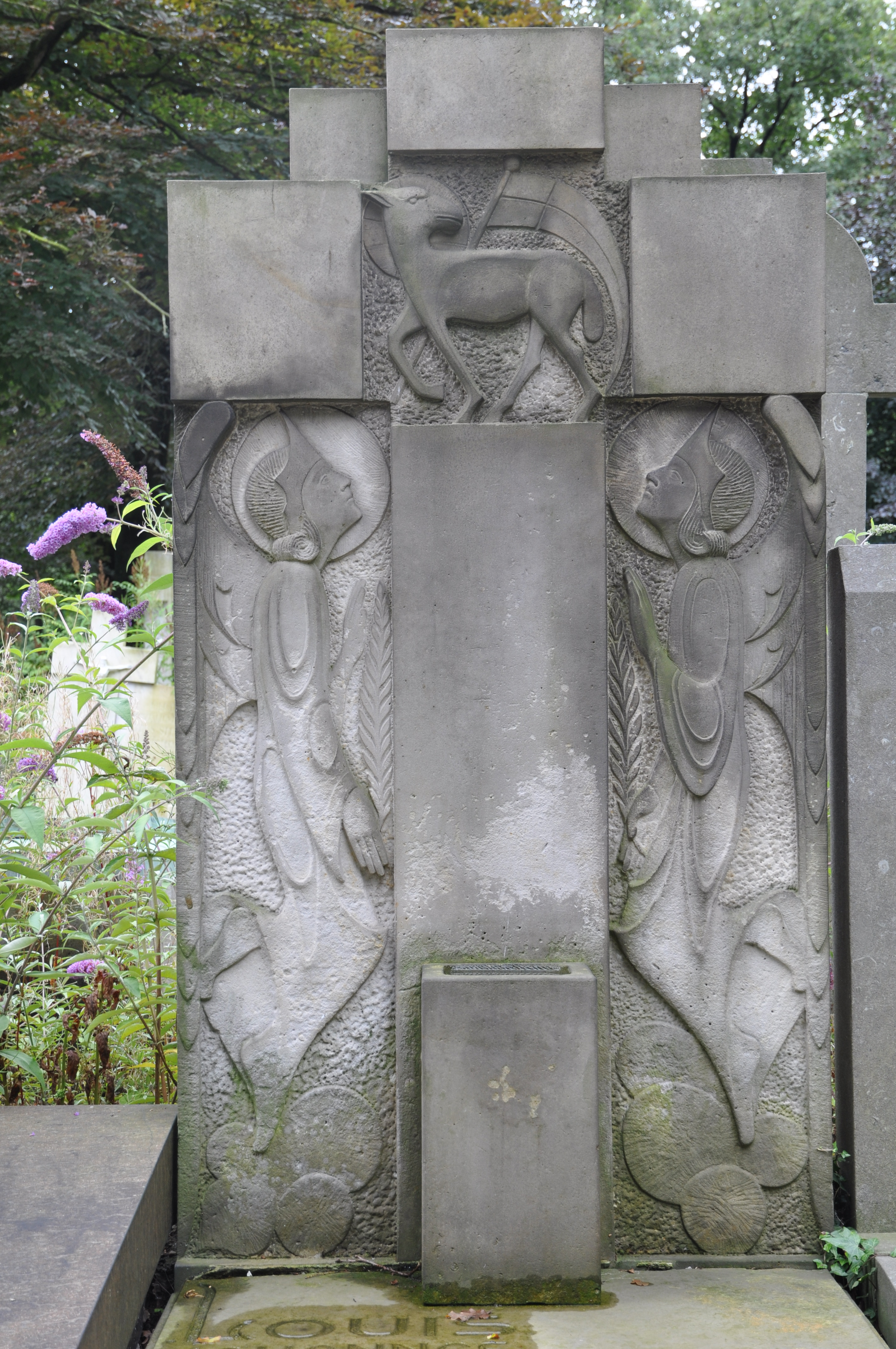
Graf in art-nouveau-stijl
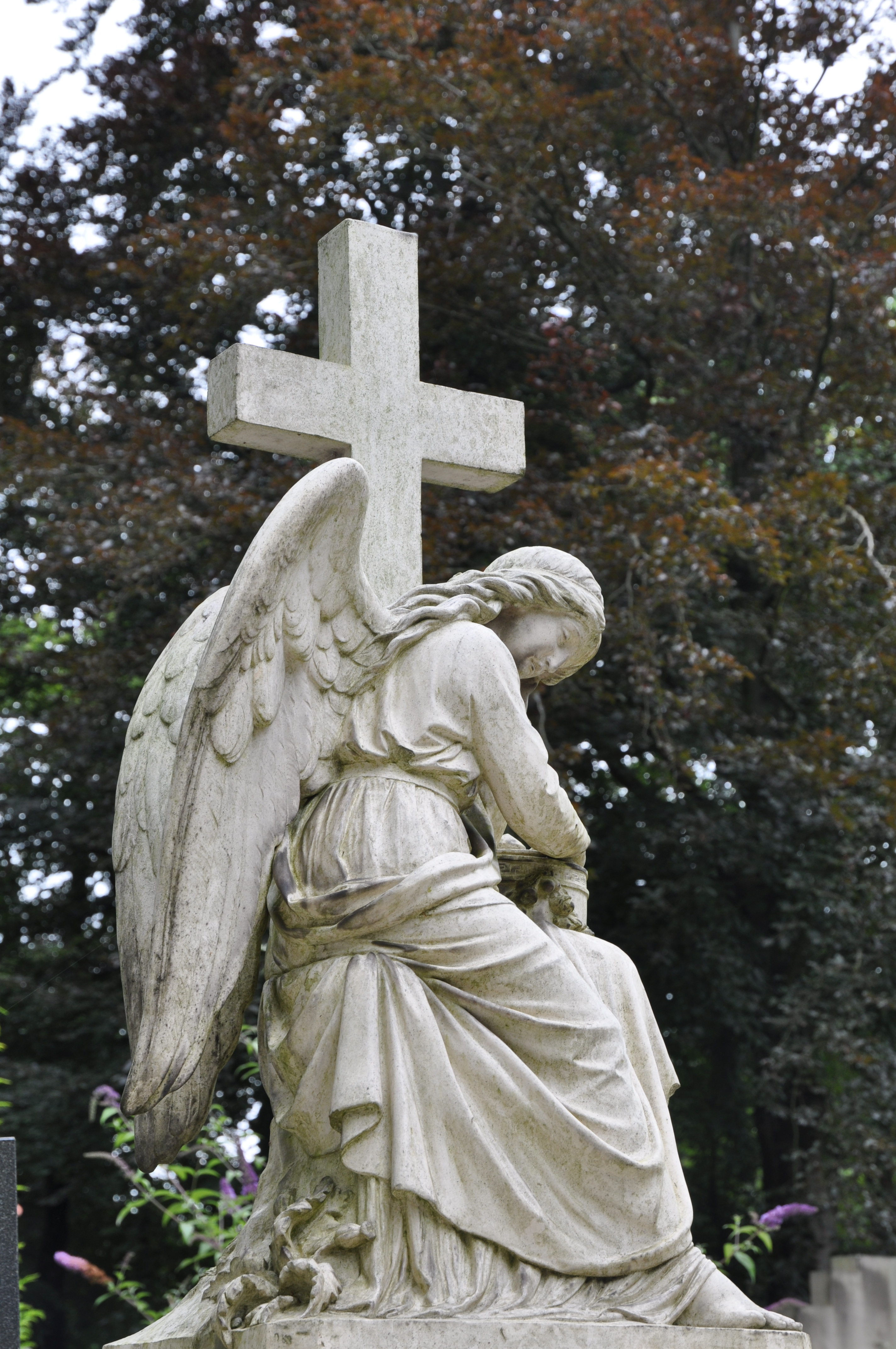
Grafbeeld
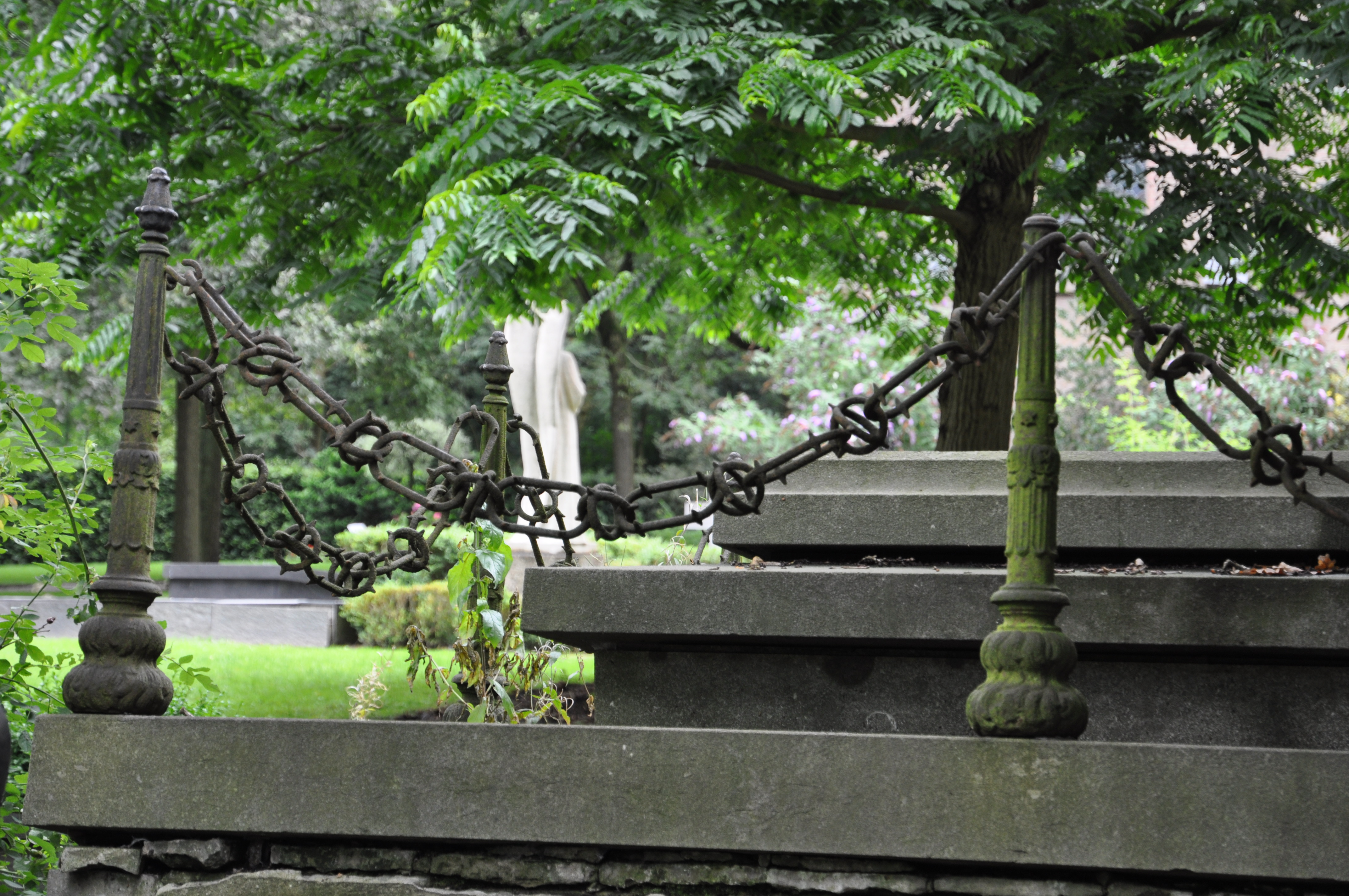
Omgekeerde fakkels als teken van het uitgedoofde leven
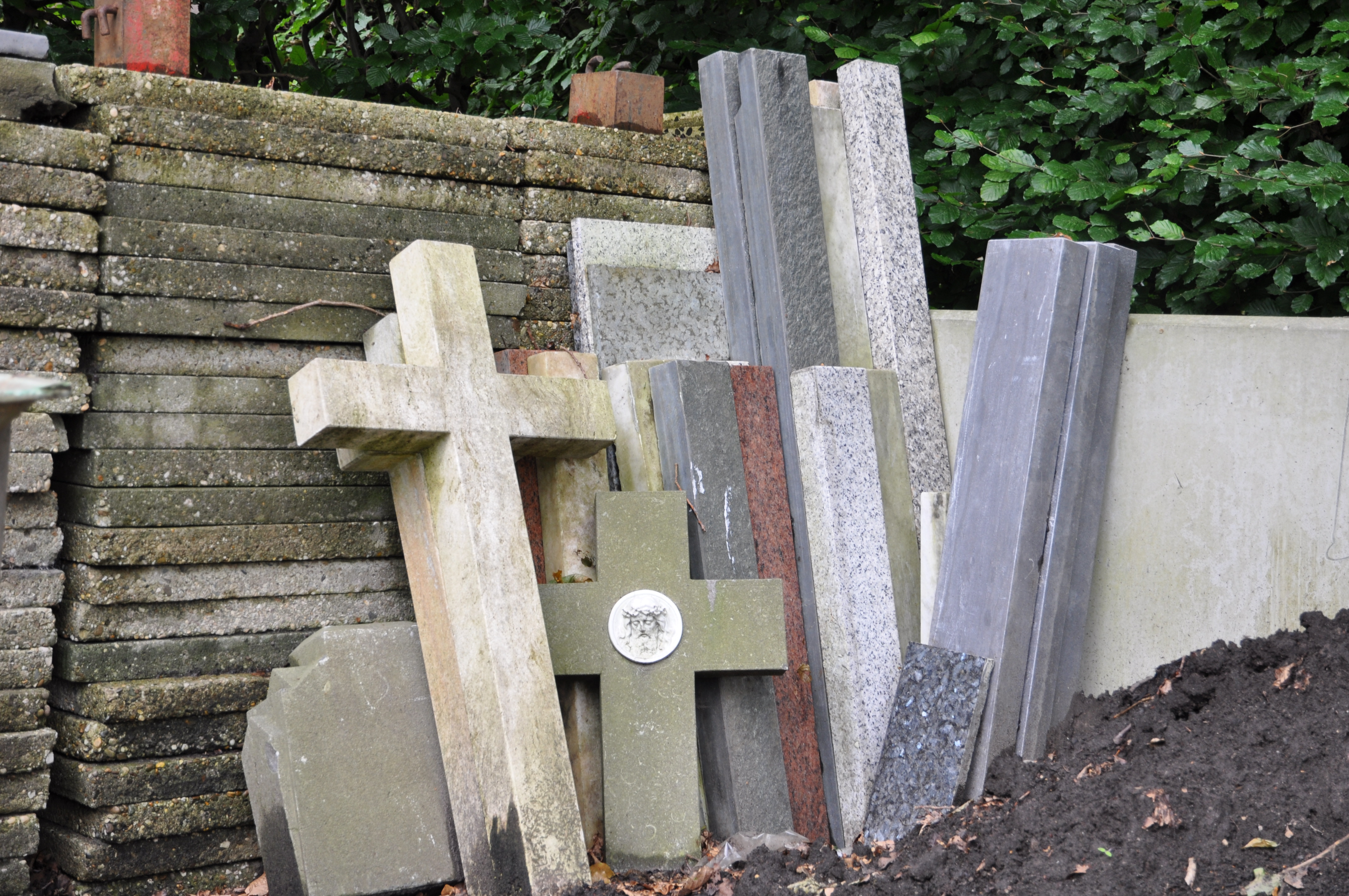
Onderhoudsplaats achter de schermen

## Trivia
- Sinds de laatste eeuwwisseling mogen er ook niet-katholieken worden begraven.